# بارجة من فئة بسمارك
فئة بسمارك زوج من البوارج السريعة بنيت لبحرية ألمانيا النازية كريغسمرين قبل وقت قصير من اندلاع الحرب العالمية الثانية. كانت البوارج من فئة بسمارك أكبر السفن القتالية السطحية التي بنتها ألمانيا قبل وأثناء الحرب العالمية الثانية. كانت ألمانيا قد حظرت بموجب معاهدة فرساي بناء السفن الحربية أكثر من 10,000 طن، ولكن معاهدة البحرية الأنجلو-ألمانية عام 1935 سمحت لهم ضمنا - على الرغم من أن البحرية الألمانية لا يجب أن تتجاوز ثلاثين في المئة من حجم البحرية الملكية. تم إطلاق البارجتين العملاقتين بسمارك وتيربيتز من مخزونات هامبورغ وفيلهلمسهافن. لم تقم ألمانيا ببناء أي شيء مماثل في الحجم سواء قبله أو بعده. أصبحت هذه البوارج رمزا واضحا للقوة من جديد للرايخ الثالث. أمل الألمان بهذه السفن في تحويل بلادهم إلى قوة بحرية من الدرجة الأولى. كانت البوارج مسلحة بشكل جيد، وكانت تتمتع بحماية ممتازة، ويمكن أن تصل إلى سرعة تصل إلى 30 عقدة وتمشي 8,000 ميل بحري دون الدخول إلى الميناء
تم طلب البوارج من فئة بسمارك لمواجهة البوارج من فئة ريشيليو. تم تصميم فئة بسمارك لتكون أكثر من 41,000 طن متري (40,000 طن كبير)، سلحو ببطارية من ثمانية مدافع عيار 38 سنتيمتر (15 بوصة)، ووصلت سرعتهم القصوى إلى 30 عقدة (56 كم/س؛ 35 ميل/س). بدء ببناء البارجة بسمارك في يوليو 1936 أصبحت جاهزة في سبتمبر 1940، بينما بدء ببناء شقيقتها البارجة تيربيتز في أكتوبر 1936 وأصبحة جاهزة في فبراير 1941. كان طول السفن 821 قدم بإزاحة وصلت إلى 50,000 طن محملة بالكامل. اثنا عشر غلايات الضغط العالي تعمل مع ثلاثة توربينات، مما يعطي السفينة سرعة قصوى من 30.1 عقدة. وتتوفر على ثلاثة رادارات بحث من طراز FuMo-23 مدى الكشف عن الأهداف السطحية أكثر من ثلاثة عشر ميلا.
شهدت كلتا السفينتين فترة خدمة قصيرة حيث أجرت بسمارك عملية واحدة فقط، عملية راينوبونج، طلعة في شمال الأطلسي للإغارة غى قوافل الإمداد المرسلة من الولايات المتحدة إلى بريطانيا العظمى. أثناء العملية دمرت بسمارك فخر البحرية البريطانية البارجة أتش أم أس هوود وتضرر طراد معركة برنس أوف ويلز في معركة مضيق الدنمارك. هزمت بسمارك وغرقت في الاشتباك النهائي بعد مطاردة استمرت ثلاثة أيام من قبل البحرية الملكية. تضارب المعلومات حول سبب غرق بالسمارك مع المصادر البريطانية الرئيسية التي تعلن مسؤوليتها عن غرق السفينة. تشير الدلائل التي استعرضها روبرت بالارد وجيمس كاميرون إلى أن خسارتها كانت على الأرجح نتيجة لإغراقها حسب كلام أفراد طاقمها الناجين.
شهدت تيربيتز فترة خدمة أقل دراماتيكية. عملت في بحر البلطيق لفترة وجيزة في عام 1941 قبل إرسالها إلى المياه النرويجية في عام 1942، حيث أصبح وجودها عائقا أمام وصول تعزيزات إلى الاتحاد السوفييتي عبر المحيط المتجمد الشمالي. طوال الحرب، حاول البريطانيون تدمير البارجة، لكنهم لم يستطيعوا إغراق فخر الأسطول الألماني إلا في نهاية عام 1944. تعرضت لهجمات متكرر من قبل القوات البحرية الملكية والقوات الجوية الملكية بين عامي 1942 و1944، لكنها لم تتضرر بشدة في هذه الهجمات. في عام 1944، ضربت قاذفات القنابل أفرو لانكاستر السفينة بقنبلتين من نوع تولبوي، مما تسبب في أضرار داخلية واسعة وقلب البارجة. تم تفكيك السفينة للخردة بين عامي 1948 و 1957.

## التصميم
بدأت سلسلة من التصاميم المفاهيمية من قبل رايخ مارين في عام 1932 لتحديد الخصائص المثالية لسفينة حربية ب35,000 طن كبير (36,000 t) حددت حسب معاهدة واشنطن البحرية. قررت هذه الدراسات في وقت مبكر أن السفينة يجب أن تكون مسلحة بثمانية مدافع من عيار 33 سنتيمتر (13 بوصة)، ولها سرعة قصوى تبلغ 30 عقدة (56 كم/س؛ 35 ميل/س)، ولها دروع قوية للحماية. تم حماية البارجة بشكل كبير، ب12.5 بوصة من الصلب في الحزام الرئيسي، 8.7 بوصة من الحواجز المدرعة، و14.1 بوصة من الدروع على أبراج المدفع الرئيسي تم تركيب المدافع الثمانية في أربعة أبراج مع اثنين من المدافع لكل منهما. وهذا من بين أكثر الأبراج المحمية، لزيادة البقائية في عمليات تبادل إطلاق النار.  في ذلك الوقت، كانت البحرية الألمانية مقيدة بشروط معاهدة فرساي التي أنهت الحرب العالمية الأولى، والتي حصرت السفن الحربية بحد أقصى 10,000 طن كبير (10,000 t). ليس ذلك فحسب، ونتيجة للقيود البحرية أصبح مهندسو البحرية الألمانية أقل خبرة في تصميم البحرية بسبب عدم وجود تجارب واسعة النطاق. يقول مؤرخ البحرية الألمانية غيرهارد كوب "باستثناء ألمانيا، استخدمت جميع القوى البحرية نظام الحماية " كل شيء أو لا شيء" للسفن الرئيسية الحديثة، في حين أن مصممي بسمارك وتيربيتز أعتمدو في خططهم على التطوير النهائي للبحرية الإمبراطورية لهذا الفئة على سفينتي بادن و بايرن، التي تحسنت حمايتهم من سابقاتهم التي شهدت قتالاً في جوتلاند في عام 1916. في الفترة التي انقضت منذ بناء الفئة بايرن، وصل بناء السفينة الرئيسية الألمانية إلى طريق مسدود: لم يتم اكتساب أي خبرة، ولم يتم إنشاء مرافق اختبار وتجربة. فقد تسببت الهزيمة في عام 1918 في مصادرة جميع السفن الرئيسية الحديثة، و --- باستثناء إبقاء الحد الأدنى من القوة للدفاع عن الساحل --- أي شيء آخر تركته ألمانيا كان يجب استسلامها أو تدميرها. كانت الإمكانيات المتوفرة التي يمكن غجراء اختبار عليها هي السفينتان التي يتم التحكم فيهما عن بُعد، وهما Hessen وZähringen، وقد تبين أنهما غير متوفرين لأغراض تجريبية، وأيضًا سفينة الفحم القديمة Falk القسم الأوسط من المدمرة القديمة Preussen (كان متاح فقط لاختبار المتفجرات تحت الماء). لم يكن هناك فائض واحد للتجريب الشامل. بدأ العمل في ما أصبح تصميم فئة بسمارك في عام 1933 واستمر حتى عام 1936.  خلال هذه الفترة، واجهت القيادة البحرية مجموعة متنوعة من المشاكل، ومنها الاستخدام الاستراتيجي والتشغيلي لمثل هذه السفن ونظام الدفع المفضل، حيث اقترحت الحربية إمكانية استخدام السفن الحربية الجديدة لمهاجمة السفن الفرنسية على المدى البعيد وللقتال في معركة تقليدية ضد القوات البحرية الفرنسية والبولندية، حيث كان ينظر إليها على أنها التهديدات المحتملة الأكبر.  نظرا للأقلية العددية للأسطول الألماني وافتراض أن المعارك البحرية ستجري من مسافة قريبة نسبيا في بحر الشمال، وضع التصميم تركيزا كبيرا على الاستقرار وحماية ميادين المعارك. 

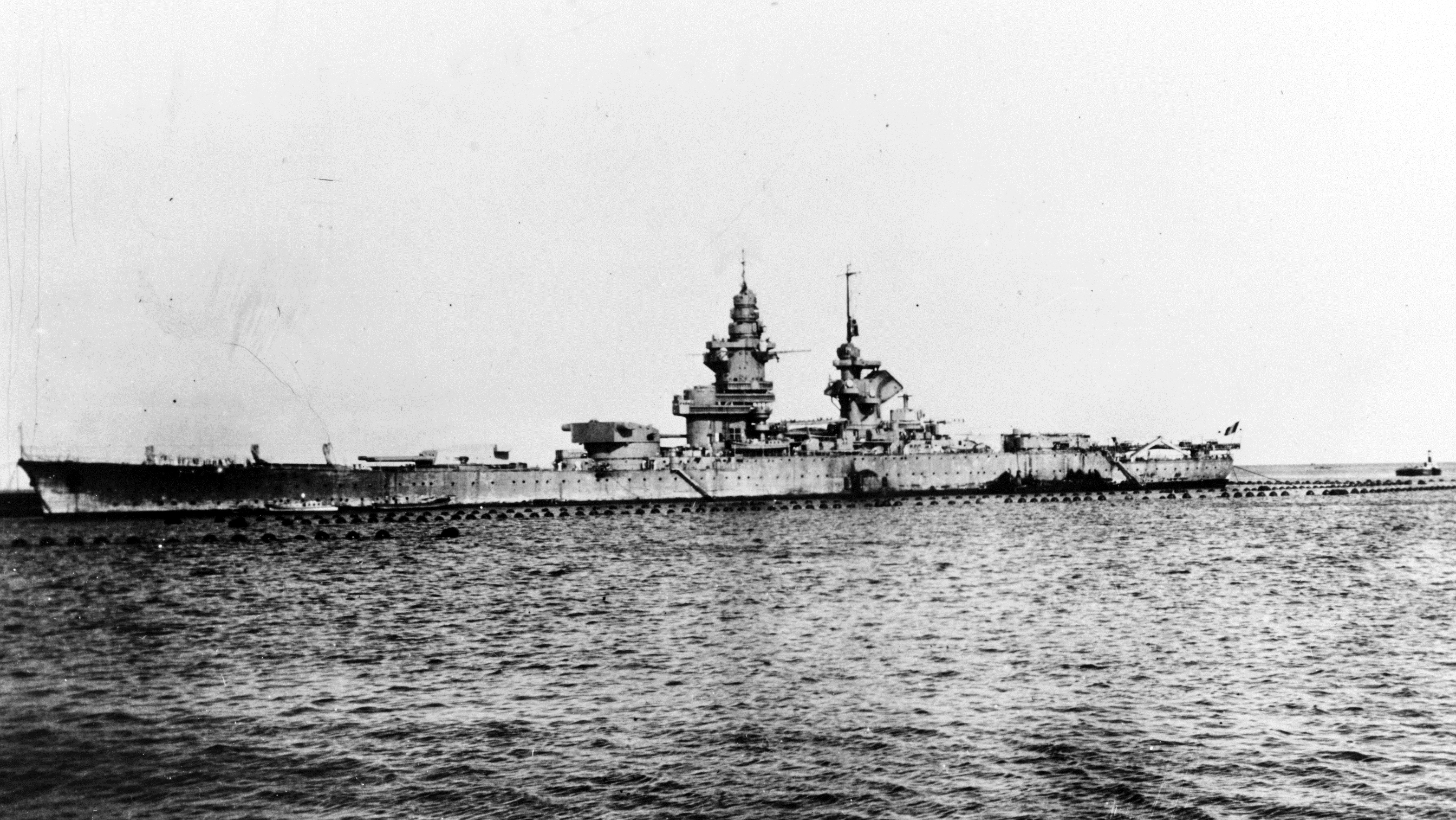
السفينة الحربية الفرنسية في داكار عام 1940؛ تم طلب البوارج من فئة بسمارك لمواجهة ريشيليو

علم الرايخسمارين في يونيو 1934 أن إيطاليا قد قررت بناء زوج من البوارج المسلحة 35000 طن بمدافع من عيار 35سم (14 إنش)، والتي من شأنها بالتأكيد أن ستحث على بناء سفن مماثلة للأسطول الفرنسي. لمواكبة خصومهم الفرنسيين، يجب أن تكون البارجتان التاليتان اللتان صنعتهما ألمانيا من نفس الحجم والتسليح. في الوقت نفسه، كانت ألمانيا تستعد لبدء مفاوضات مع بريطانيا العظمى لتأمين اتفاق بحري ثنائي يلغي بشكل فعال القيود البحرية لمعاهدة فرساي. في المقابل، ستقصر ألمانيا أسطولها على ثلث حجم البحرية الملكية. بدأ طاقم التصميم البحري الألماني العمل في أواخر أكتوبر لوضع متطلبات التسليح والدروع والسرعة لبناء سفينتين حربيتين 35000 طن على الأقل. تم الانتهاء من التصميم الأولي في نوفمبر، مما أنتج سفينة مسلحة بثمانية مدافع من عيار 33 سم موزعة على أربعة أبراج مدفعية بمدفعين لكل برج، محمية بحزام مدرع سمكه 350ملم، وقادرة على الوصول لسرعة قصوى تبلغ 30 عقدة (56 كم/س؛ 35 ميل/س). لاحظ فريق التصميم أن هذه السفينة من المحتمل أن تتجاوز الحد الأقصى البالغ 35000 طن، لذلك وجب الأخذ بعين الأعتبار استخدام الأبراج الثلاثية أو الرباعية للحد من الوزن (بدلا من وضع مدفعين لكل برج تم التفكير بوضع عدد مدافع أكثر في كل برج لتقليل عدد الأبراج المدفعية وبالتالي لتقليل الوزن). 
قرر فريق التصميم أن أربعة أبراج توأمية (توامية أي مدفعين لكل برج) ستوفر أفضل حل لتوزيع البطارية الرئيسية، لأنها ستوفر قوة نيران متساوية للأمام والخلف، بالإضافة إلى تبسيط التحكم في الحرائق. كان هذا الترتيب مشابهًا لآخر السفن الحربية الألمانية في العصر الإمبراطوري من فئة بايرن. أدى التشابه إلى وجود تكهنات بأن بسمارك كانت بشكل أساسي نسخًة من السفن السابقة، على الرغم من أن ترتيب البطارية الرئيسية كان السمة المشتركة الوحيدة، إلى جانب نظام دفع ثلاثي المحاور.مع استمرار أعمال التصميم في يناير 1935، التقى الأدميرال العام إريش رايدر، قائد الرايخ مارين، بالعديد من قادة الأقسام والمقاطعات لتحسين متطلبات التصميم. طالبت إدارة المعدات البحرية بزيادة مدافعها إلى 35 سم للحفاظ على تكافؤها مع السفن الإيطالية والفرنسية، والتي وافق عليها رايدر في 19 يناير. وشهد اجتماع آخر في شهر مارس رفع قسم الذخائر إمكانية زيادة البطاريات الرئيسية مرة أخرى إلى 38 سم (15 بوصة)، رغم أن رايدر رفض الفكرة في البداية بسبب الزيادة الكبيرة في الإزاحة. ورغم أنه وافق رسميًا على زيادة مدافع البطاريات إلى 35 سم في 1 أبريل، فقد ترك الخيار بزيادة البطاريات الرئيسية وفقًا للتطورات الخارجية. بعد شهر واحد فقط، قرر رايدر اعتماد المدافع الأكبر في 9 مايو، ويعود السبب إلى حد كبير كنتيجة لتفضيل المستشار أدولف هتلر للمدافع التي يبلغ طولها 38 سم.
في يونيو 1935، وقعت ألمانيا على الاتفاقية البحرية الأنجلو ألمانية، والتي سمحت لألمانيا ببناء سفن حربية بنسبة 35 في المئة من إجمالي البحرية الملكية؛  وهذا منح ألمانيا المساواة الفعلية مع فرنسا، على الأقل من حيث الكمية المخصصة.  كما جعل ألمانيا طرفًا في نظام المعاهدات الدولي الذي بدأ في مؤتمر واشنطن.  بحلول هذا الوقت، كانت القضية المهمة الوحيدة التي يجب تسويتها هي نظام الدفع، الذي كان يعتمد إلى حد كبير على المسائل الاستراتيجية. تصور العديد من كبار الضباط في البحرية باستخدام فئة بسمارك في المحيط الأطلسي، الأمر الذي يتطلب مسافات إبحار أطول.  جرب البنائون البحريون محركات الديزل والتوربينات البخارية ومحركات الدفع التوربينية الكهربائية؛ كان الخيار الأخير هو الخيار المفضل، حيث كان ناجحًا للغاية في حاملتي الطائرات الأمريكية من فئة ليكسينغتون وسفينة الركاب الفرنسية نورماندي.  كما طُلب من فريق التصميم توفير مجموعة كافية من البوارج الجديدة؛ سيتعين عليهم القيام برحلات طويلة من الموانئ الألمانية للوصول إلى المحيط الأطلسي، ولم يكن لدى ألمانيا قواعد خارجية حيث يمكن للسفن التزود بالوقود.  طلب رايدر محركات كهربائية توربينية للسفن الجديدة، لكن الشركة المصنعة، سيمنز-شوكيرت، لم تستطع تلبية متطلبات البحرية وانسحبت من المشروع قبل أقل من شهر من بدء بناء بسمارك، مما أجبر البحرية على العودة إلى التوربينات البخارية عالية الضغط. 

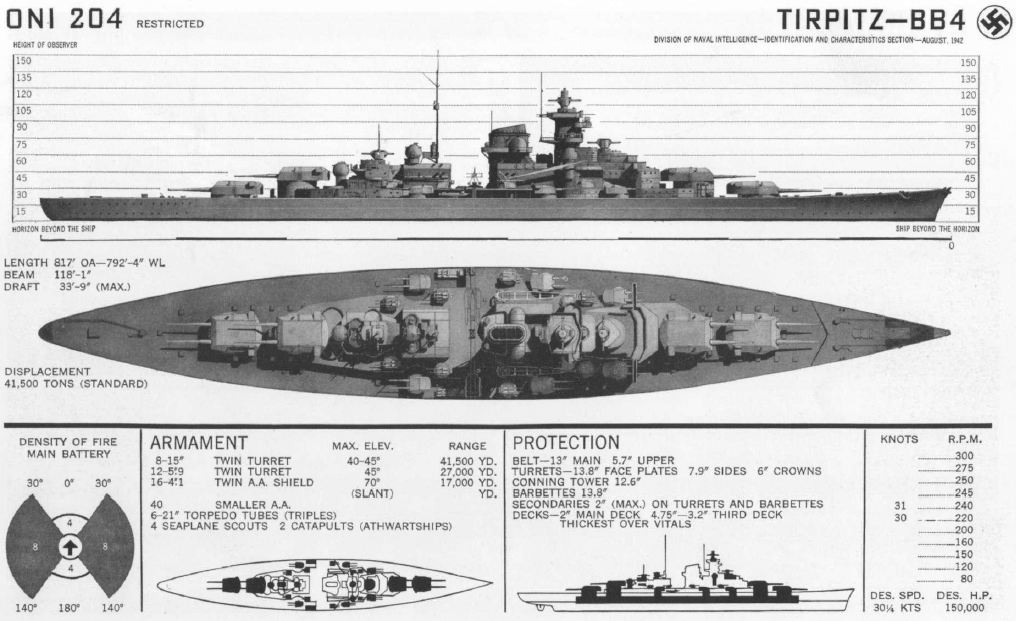
رسم تقديري أعدته البحرية الأمريكية

تم تقييد إزاحة بارجتي بسمارك وتيربيتز في نهاية المطاف بقدرات البنية التحتية الحالية في كيل وويلهلمسهافن، وقناة القيصر فيلهلم، بدلاً من الاتفاقيات الدولية. في 11 فبراير 1937، أبلغ مكتب البناء رايدر أن إزاحة السفن لا يمكن أن تكون أكثر من 42,000 طن كبير (43,000 t) بسبب قيود الميناء وعمق القناة. كما أعرب المكتب عن تفضيله لبناء سفينة ثالثة والبقاء ضمن حدود المعاهدة البالغة 35000 طن.  نصح الأدميرال فيرنر فوكس، رئيس مكتب القيادة العامة لأوبركماندو دير مارين، رايدر وهتلر بأن التعديلات ستكون ضرورية للحد من الوزن لضمان أن السفن الجديدة تفي بالمتطلبات القانونية لمعاهدة لندن البحرية. رفضت اليابان التوقيع على المعاهدة الجديدة، وهكذا في 1 أبريل 1937 بند المصعد الذي يسمح للدول الموقعة على المعاهدة ببناء سفن تصل إزاحتها إلى 45,000 طن كبير (46,000 t) دخلت حيز التنفيذ. التصميم النهائي للإزاحة وصل إلى 41,400 طن كبير (42,100 t) لذا تم تجاهل تعديلات Fuchs. 
على الرغم من أن رايدر وغيره من كبار ضباط البحرية تصورو استخدام بسمارك وتيربيتز ضد سفن الشحن التجارية الفرنسية ثم البريطانية فيما بعد في المحيط الأطلسي، وفي الواقع استخدموهما للقيام بهذا الدور خلال الحرب العالمية الثانية، لم يتم تصميم هذه السفن للقيام بهذه المهمة. لم توفر توربينات البخار الخاصة بها نصف قطر الإبحار اللازم لمثل هذا الدور، والعديد من القرارات المتخذة بشأن تصميم السفن والأسلحة تعكس توقع خوض معركة بحرية تقليدية من مسافة قريبة نسبياً في بحر الشمال. يمثل الانفصال بين كيفية تصميم بسمارك وتيربيتز وكيفية استخدامها في نهاية المطاف وعدم الترابط الاستراتيجي الذي سيطر على البناء البحري الألماني في ثلاثينيات القرن العشرين.  

### الخصائص العامة
بلغ طول البوارج من فئة بسمارك 251 متر (823 قدم 6 بوصة) طولها الكلي و 241.60 متر (792 قدم 8 بوصة)طولها عند خط الماء. بلغ عرض السفن عند أوسع نقطة 36 متر (118 قدم 1 بوصة) ، والغاطس 9.30 متر (30 قدم 6 بوصة)؛ وإزاحة الغاطس القياسية 8.63 متر (28 قدم 4 بوصة)، و 9.90 متر (32 قدم 6 بوصة) عند أقصى حمولة. وكان للسفن إزاحة مصممة قدرها 45,950 طن متري (45,220 طن كبير)؛ وكانت إزاحتة بسمارك القياسية 41,700 طن متري (41,000 طن كبير)، وعند أقصى حمولة تزيح السفينة 50,300 طن متري (49,500 طن كبير). كانت تيربيتز أثقل، وتزيح 42,900 طن متري (42,200 طن كبير) و52,600 طن متري (51,800 طن كبير) على التوالي. كان للسفن قاع مزدوج من 83   في المئة من طول البدن، واثنين وعشرين مقصورة ماء. وتم لحام 90 بالمئة من السفن.  كان المؤخرة ضعيفة. وكان لهذا عواقب وخيمة على مهمة بسمارك القتالية الوحيدة. 
كانت السفن مستقرة للغاية، في المقام الأول بسبب عرضها الواسع. عانت السفن من تارجح خفيف حتى في أعالي البحار في شمال الأطلسي. كانت قدرة مناورة بسمارك وتيربيتز قليلة حيث كانوا قادرين على المناورة مع انحرافات صغيرة في الدفة مثل 5 درجات. مع لف الدفة تمامًا لم تصل السفن إلا إلى 3 درجات، ولكنها فقدت ما يصل إلى 65٪ من سرعتها. يكون التحكم بالسفن سئ بسرعات المنخفضة. نتيجة لذلك، كانت سفن الجر ضرورية في المناطق المحصورة لتجنب الاصطدام أو التأريض. وكان لدى السفن طاقم قياسي مكون من 103 ضباط و1962 بحارًا تم تجنيدهم. قامت السفن بحم القوارب الصغيرة، شملت ثلاثة Picket boat، أربعة مراكب، واحد إلنج، 2 Pinnace، و2 cutters، و2 yawls، و2 Dinghy. 

### الدفع

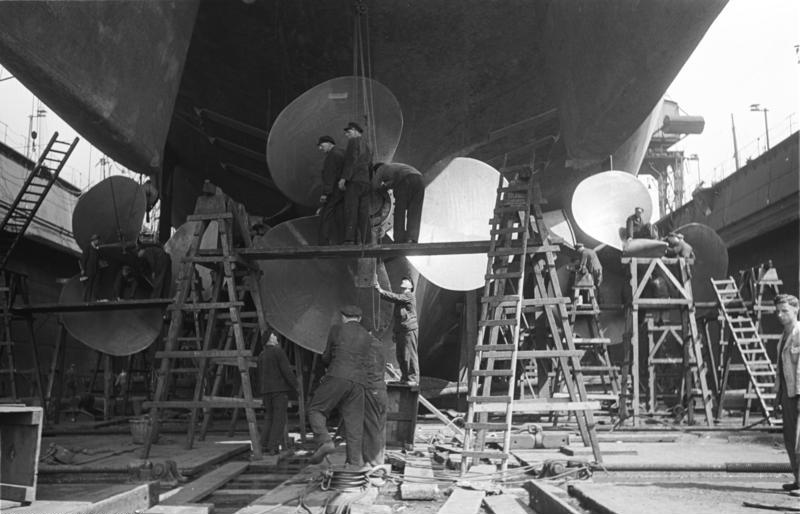
بسمارك في الحوض الجاف

تمتلك البوارج من فئة بسمارك ثلاث مجموعات من المحركات التوربينية؛ تم تجهيز بسمارك بمحركات توربينية من بلوم+فوس، بينما استخدمت تيربيتز محركات Brown و Boveri و Co. دفعت كل مجموعة من التوربينات مروحة دافعة ثلاثية الشفرات قطرها 4.70 متر (15 قدم 5 بوصة). تم اختيار الشفرات الثلاثية على الشفرات الرباعية الذي كان يستخدم عادة في السفن الرئيسية الأجنبية، لأنه سيوفر الوزن. عند الحمولة الكاملة، وصلت التوربينات عالية الضغط والمتوسطة إلى 2825 دورة في الدقيقة، في حين أن التوربينات ذات الضغط المنخفض بلغت 2.390 دورة في الدقيقة. تم تشغيل توربينات السفن من خلال 12 غلاية أنابيب مياه عالية الضغط تعمل على حرق الزيت. كانت تهدف بسمارك وتيربيتز في الأصل لاستخدام توربينات نقل كهربائية التي من شأنها أن تنتج 46,000 shaft حصان (34,000 كـو) لكل منهما. هذه المحركات كانت ستوفر سرعة أعلى، ولكن على حساب زيادة الوزن. كانت التوربينات الموجهة أخف وزنا بشكل كبير، ونتيجة لذلك كانت ميزة الفرق في الأداء طفيفة. كانت التوربينات الموجهة أيضًا ذات بنية أكثر قوة، وبالتالي تم تبنيها بدلاً من ذلك.  
تم تصنيف كلا السفينتين لتصلا لسرعة قصوى تبلغ 30 عقدة (56 كم/ساعة؛ 35 ميلاً في الساعة)؛ تجاوزت بسمارك هذه السرعة في التجارب البحرية، حيث وصلت إلى 30.01 عقدة (55.58 كم/ ساعة؛ 34.53 ميل في الساعة)، في حين أن تيربيتز وصلت إلى 30.8 عقدة (57.0 كم / ساعة؛ 35.4 ميل في الساعة) في التجارب. كان هذا الاختلاف إلى حد كبير نتيجة للزيادة الكبيرة في القدرة الحصانية لتيربيتز، التي وصلت إلى163,023 PS (160,793 shp؛ 119,903 كـو)، مقارنةً بـ 148,116 لبسمارك. وكان للسفينتين مخازن وقود مختلفة. تم تصميم بسمارك لحمل 3200 طن من الوقود، ولكن يمكنها تخزين ما يصل إلى 6400 طن من الوقود في الوضع الطبيعي؛ مع وجود مستودعات وقود إضافية، يمكن زيادة الوقود إلى 7400 طن. تم تصميم تيربيتز لنقل 3000 طن من الوقود، ومع وجود مستودعات إضافية، تمكنت من تخزين ما يصل إلى 7,780 طن. بسرعة 19 عقدة، كانت بسمارك تستطيع الإبحار 8525 ميلًا بحريًا (15,788 كيلومترًا)، بينما كان المدى المدى الأقصى ل تيربيتز هو 870 8 ميلًا بحريًا (16,430 كم) بهذه السرعة.
أشار روبرت بالارد، مكتشف بسمارك، إلى أن تبني الثلاث شفرات تسبب في مشاكل خطيرة لبيسمارك. أضعف الشفرة الوسطى العارضة، خاصةً عند خروجها من الهيكل. بالإضافة للمحافظة على قوة أكبر للبدن، فإن الترتيب ذو أربعة شفرات قد سمح بقدرة أكبر على توجيه السفينة.  وخلال عملية بسمارك في الأطلسي في مايو 1941، تم تعطيل دفة السفينة عندما ضربها طوربيد.  تم الكشف عن هذه المشكلة بالفعل خلال التجارب البحرية، لكن لا يمكن تصحيحها. 
تم توفير الطاقة الكهربائية بواسطة مجموعة متنوعة من المولدات، وشملت ثمانية مولدات ديزل بقدرة 500 كيلو وات مرتبة في أربعة أزواج، وخمسة مولدات توربو بقدرة 690 كيلو واط، ومولد واحد بقدرة 460 كيلو وات، تم توصيل آخرها بمولد تيار متردد بقوة 400 كيلو فولت أمبير. وفر مولد ديزل آخر بقدرة 550 كيلو فولت أمبير طاقة تيار متردد إضافية قدمت المحطة الكهربائية ما مجموعه 7910 كيلوواط في 220 فولت.

### التسليح

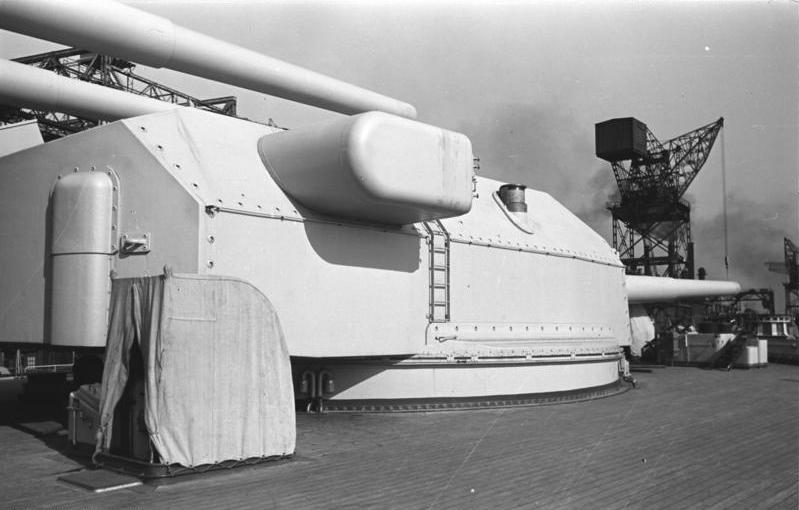
برج المدفع الامامي للبارجة ببسمارك

#### البطارية الرئيسية
تتكون البطارية الرئيسية لكلا من بسمارك وتيربيتز من ثمانية مدافع 38 سنتيمتر (15 بوصة) أس كيه سي/34 في أربعة أبراج توأمية، اثنان في الأمام واثنان في الخلف (وأسماؤها انتون وبرونو وقيصر ودورا).  أستطاعت الأبراج بالارتفاع إلى 30 درجة، مما أعطى المدافع نطاقًا أقصى يصل إلى 36,520 متر (39,940 يارد) . أطلقت المدافع 800 كيلوغرام (1,800 رطل) من المقذوفات بسرعة فوهة تصل إلى 820 متر في الثانية الواحدة (2690 قدم/ثانية).  تم تزويد البطارية الرئيسية بما يتراوح بين 940 إلى 960 قذيفة، بحوالي 115-120 قذيفة لكل مدفع.  كما هو الحال مع المدافع البحرية الألمانية الأخرى ذات العيار الكبير، تم تصميم هذه البنادق من قبل كروب وظهرت كتل مجرفة ذات إسفين منزلق، والتي تتطلب حاويات خرطوشة نحاسية لتوجيهات الدفع. في الظروف المثلى، كان معدل إطلاق النار طلقة واحدة كل 18 ثانية، أو ثلاثة في الدقيقة.  تتحرك أبراج المدافع بشكل كهربائي وكانت المدافع ترفع هيدروليكيًا. تم التحكم بارتفاع المدفع عن بعد. تطلب الأبراج من كل مدفع العودة إلى ارتفاع 2.5 درجة للتحميل.  تم تزويد تيربيتز في نهاية المطاف بقذائف شعيلة لمقاومة هجمات قصف الحلفاء المتكررة. 
استخدمت بسمارك أربعة أبراج مزدوجة (4×2) حسب تصميم يغود إلى الحرب العالمية الأولى. تقريبا جميع السفن الرئيسية الأخرى بعد عام 1921 كانت لها أبراج ثلاثية أو حتى رباعية، مما سمح لبنادق من عيارات ثقيل مع تقليل عدد الأبراج. قلل عدد الأبراج من مساحة الدروع المستخدمة لحمايتها (أبراج أكثر يعني دروع أكثر وهذا يعطي وزن أكثر اما مدافع أكثر في كل برج فيقلل عدد الابراج والوزن) وتقصير هيكل السفينة نفسه. وعلى الرغم من تخصيص الأبراج الثلاثية لبسمارك، كانت هناك مخاوف من أن المدفع الإضافي من شأنه أن يخفض المعدل العام لاطلاق النار في كل برج، جنبا إلى جنب مع مخاوف من أن ضرب برج واحد يعطل نسبة أكبر من قوة النيران للسفينة. كان هناك شعور أيضًا بأن أستخدام أربعة أبراج توأمية سمح بوجود مجال أفضل لإطلاق النار وتسلسل أكثر فعالية.

#### البطارية الثانوية
```

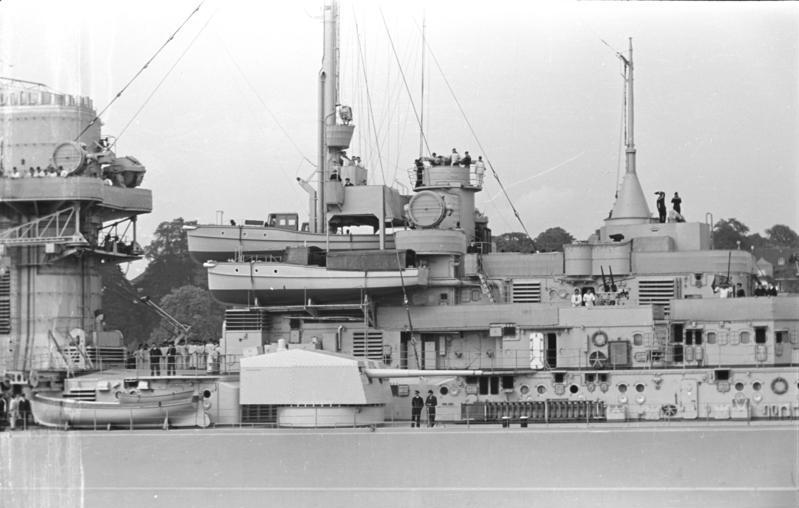
أحد أبراج بسمارك بعيار 15 سم

تتالف البطارية الثانوية من اثني عشر مدفع أس كيه سي/28 في ستة أبراج مزدوجة. 
[
12
]
 أعتمدت أبراج المدافع من عيار 15سم على أبراج المدافع المستخدمة على متن فئة شارنهورست. يمكن أن ترتفع إلى 40 درجة زتنخفض إلى -10 درجة؛ كان لديهم معدل لاطلاق النار من حوالي ست طلقات في الدقيقة الواحدة. 
[
1
]
 تطلق مدافع 15 سم قذائف بوزن 
45.3 كيلوغرام (100
 
رطل)
 وبسرعة فوهة تصل إلى 875م/ث (2،871قدم / ثانية). في أقصى ارتفاع، يمكن أن تصل الأهداف إلى 
23,000 متر (25,000
 
يارد)
. 
[
1
]
```

انتقد المؤرخون البحريون قرار تركيب مدافع ال15 سم بزاوية منخفضة، ومنهم المؤرخ أنتوني بريستون، الذين صرح بأنهم «فرضوا عقوبة صارمة على الوزن»، بينما كانت البوارج الأمريكية والبريطانية مسلحة بمدافع ثنائية الغرض. يشير مؤرخ البحرية وليام جارزك وروبرت دولين إلى أن «استخدام سلاح ثنائي الغرض كان من المحتمل أن يزيد عدد الأسلحة المضادة للطائرات، لكن ربما يكون أضعف عملية الدفاع ضد هجوم المدمرات، والذي اعتبره خبراء البحرية الألمان أكثر أهمية».

#### البطارية المضادة للطائرات
تم تصميم بسمارك وتيربيتز عند بنائهما ببطارية مضادة للطائرات من عيار 10.5 سي/30 في ثمانية أبراج زوجية، واثني عشر مدفع 2 سي/30 في أبراج فردية.  كانت مدافع 10.5 هي نفسها المستخدمة على متن شارنهورست. بعد غرق بسمارك في عام 1941 تم نقل مدفعين موضوعين في منتصف تيربيتز إلى الأمام لتزويدهم بمكان أفضل لإطلاق النار. تم توجيه الستة عشر مدفع بنظام لمكافحة الحرائق.  وكانت ثلاث محطات تحكم مدرعة توجه نيرانها وتستخدم تلسكوبات مجسامية مطورة ورادارا مركبا على قباب دوارة. وكانت السفينة الضخمة تزدحم بأثنين وخمسين من المدافع الصغيرة المنتصبة على كل جانب.

### الدروع
كان لسفن فئة بسمارك حزام مدرع يتراوح سمكه بين 220 إلى 320 مليمتر (8.7 إلى 12.6 بوصة)؛ غطى الجزء الأكبر من الدروع الجزء المركزي، حيث توجد أبراج المدافع ومخازن الذخيرة. مصفحة بجدار من الصلب الخاص حول هيكلها ب220 مليمتر (8.7 بوصة). كان سمك سطح السفينة العلوي 50 مليمتر (2.0 بوصة)، وسطح مدرع بين 100-120 مليمتر (3.9-4.7 إنش) في منتصف السفينة، وتقلص إلى 60 مليمتر (2.4 بوصة) في المقدمة و 80 مليمتر (3.1 بوصة) في المؤخرة.  تم تركيب السطح في أسفل الهيكل، مما أدى إلى تقليل حجم المساحة الداخلية المحمية بالجدار المدرع. يتناقض هذا مع التصميمات البريطانية والأمريكية المعاصرة التي تميزت بسطح مدرع واحد سميك مثبت على ارتفاع في السفينة. 
كان لبرج القيادة الأمامي في السفينة سقف بسماكة 200 مم (7.9 بوصة) وجوانب بسماكة 350 مم (14 بوصة)، بينما كان لجهاز تحديد المدى سقف مدرع بسماكة 100 مم (3.9 بوصة) وجوانب بسماكة 200 مم (7.9 بوصة). كان البرج المخروط -منصة مرفوعة على متن السفينة يمكن من خلالها للضابط المسؤول أن يربط السفينة ويتحكم في تحركات السفينة من خلال إعطاء الأوامر للمسؤولين عن محرك السفينة والدفة والخطوط والمعالجة الأرضية...- الخلفي ذو دروع أخف بكثير: كان السقف بسمك 50 مم (2.0 بوصة) والجوانب 150 مم (5.9 بوصة)، بينما كان تحديد المدى بسماكة 50 مم (2.0 بوصة) و 100 مم (3.9 مم) في) الجانبين. كانت أبراج البطاريات الرئيسية محمية بشكل جيد: كانت أسطح البرج بسمك 130 مم (5.1 بوصة)، والجوانب بسماكة 220 مم (8.7 بوصة). كانت سماكة الدروع أقل من تلك الخاصة بالتصميمات البريطانية المعاصرة (King George V) والفرنسية (Richelieu). على العكس، كانت البطارية الثانوية محمية بشكل أفضل من معظم المنافسين. أبراج المدفعية التي يبلغ طولها 15 سم (5.9 بوصات) لها أسطح بسمك 35 مم (1.4 بوصة) و 40 مم (1.6 بوصة) من الجوانب و100 مم (3.9 بوصة) من الأمام. كانت المدافع من عيار 10.5 سم (4.1 بوصة) بدروع 20 ملم (0.79 بوصة).

## البناء

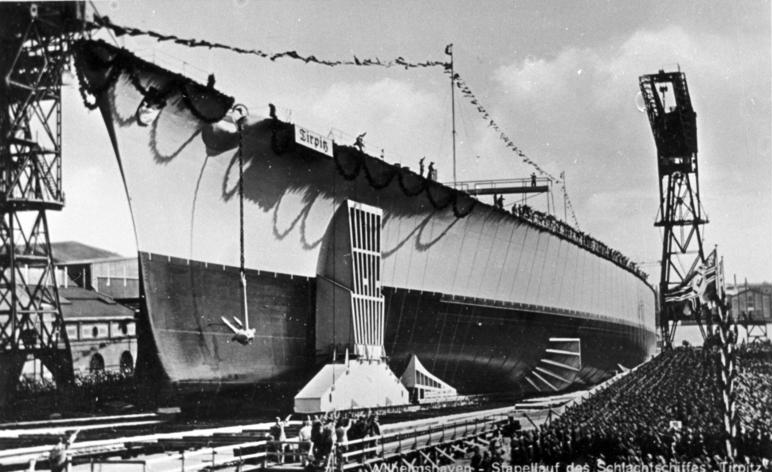
لحظة إطلاق تيربيتز

وضعت بسمارك في حوض بناء السفن بلوم أند فوس في 1 يوليو 1936.  تم تعيين السفينة في حوص البناء رقم 509، تحت اسم إرساتز هانوفر، لأنها كانت كبديل للسفينة الحربية القديمة هانوفر.  تم إطلاق السفينة في 14 فبراير 1939 بحضور أدولف هتلر. وححملت السفينة أسم أوتو فون بسمارك. كما هو الحال مع السفن الرئيسية الألمانية الأخرى، كانت مقدمة بسمارك مستوية. وكشفت التجارب مع السفن الأخرى على ضرورة وجود اإنحناء في مقدمة السفينة لمنعها من جر الكثير من المياه في البحار الهائجة، لذلك قامت بلوم وفوس تعديل مقدمة بسمارك في مراحلها النهاية أي قبل وقت التسليم بقليل. تم تكليف السفينة في الأسطول في 24 آب 1940، بقيادة كابيتان زور سي إرنست يندمان. بعد ثلاثة أسابيع، غادرت السفينة هامبورغ لإجراء التجارب في بحر البلطيق قبل أن تعود في ديسمبر للقيام بأعمال التجهيز النهائية. وأجريت تجارب واختبارات أخرى في بحر البلطيق في مارس وأبريل. تم وضع بسمارك في الحالة النشطة في الشهر التالي. 
وضعت عارضة تيربيتز' في حوض بناء السفن كريكسمارينفيفت (حوض كريغسمرينه لبناء السفن) في فيلهلمسهافن في 20 أكتوبر عام 1936،  في حوض البناء رقم 128. تحت اسم شليسفيغ هولشتاين لتحل محل سفينة حربية قديمة أسمها شليسفيغ-هولشتاين.  تم تسمية تيربيتز باسم الأدميرال الأعلى ألفريد فون تيربيتز مهندس أسطول أعالي البحار قبل الحرب العالمية الأولى. قامت ابنته فراو فون هاسيل بتعميد السفينة في 1 أبريل 1939. وأستمر العمل في السفينة حتى فبراير 1941؛  تم تشغيل تيربيتز في الأسطول في 25 فبراير.  ثم أجريت سلسلة من التجارب، أولاً في بحر الشمال ثم في بحر البلطيق. 

## السفن
| سفينة   | باني                                       | السمي                             | المنصوص عليها | أطلقت          | مفوض           | مصير                                                 |
| ------- | ------------------------------------------ | --------------------------------- | ------------- | -------------- | -------------- | ---------------------------------------------------- |
| بسمارك  | حوض بناء السفنبلوم+فوس في هامبورغ          | رايشكانزلر أوتو فون بسمارك        | 1 يوليو 1936  | 14 فبراير 1939 | 24 أغسطس 1940  | غرقت في المعركة الأخيرة للبارجة بسمارك، 27 مايو 1941 |
| تيربيتز | حوض بناء السفنكريكسمارينفيفت في يلهلمسهافن | الأميرال الأعلىألفريد فون تيربيتز | 2 نوفمبر 1936 | 1 أبريل 1939   | 25 فبراير 1941 | غرقت في غارة جوية على ترومسو، 12 نوفمبر 1944         |

## سجل الخدمة

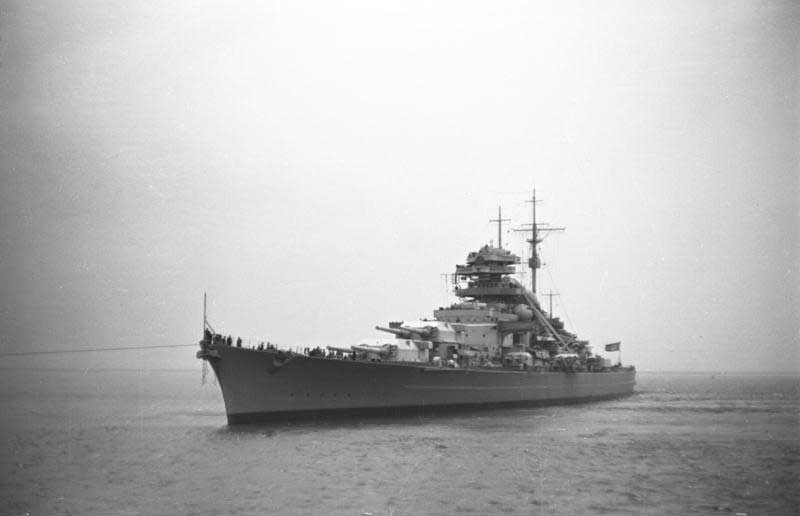
بسمارك في سبتمبر 1940

### بسمارك
بعد انضمام بسمارك إلى الأسطول، تم وضع خطط للقيام بدورية في شمال المحيط الأطلسي، والتي أطلق عليها اسم عملية راينوبونج (تمرين الراين). تشكلت العملية في البداية من قوة مؤلفة من بسمارك وتيربيتز واثنين من البوارج من فئة شارنهورست. كانت تيربيتز غير مستعدة بعد للخدمة في مايو 1941، و شارنهورست كان يجري تحديثه. تم تخفيض القوة إلى بسمارك وغيستابو والطراد الثقيل برينس أيوجين. تضرر غيستابو من غارة بريطانية على بريست لذلك تقرر أن بسمارك وبرينس أيوجين فقط هم الذين سيجريا العملية. تم تعيين الأدميرال جونتر لوتينز في قيادة السفن. 
في وقت مبكر من صباح يوم 19 مايو ، غادرت بسمارك غدينيا، متجهًة إلى شمال الأطلسي.  أثناء الرحلة عبر المضائق الدنماركية، واجهت بسمارك وبرينز يوجين الطراد السويدي HSwMS جوتلاند في كاتيغات؛ تم تمرير المعلومة عبر البحرية السويدية إلى الملحق البحري البريطاني في ستوكهولم.  قام سلاح الجو الملكي البريطاني بإجراء استطلاع جوي للمضيق النرويجي الذي توقفت فيه بسمارك وبرينز يوجين، لتأكيد الرؤية. أثناء وجوده في النرويج ، فشل الأدميرال لوتجين في إعادة التزود بحوالي 1,000 طن كبير (1,000 t) من الوقود الذي أستهلكته بسمارك في المحطة الأولى من رحلتها. 
بحلول 23 مايو، وصل بسمارك وبرينز يوجين إلى مضيق الدنمارك. في ذلك المساء، أشتبك الطرادان البريطانيان سوفولك ونورفولك لفترة قصيرة مع بسمارك قبل أن يعودوا لملاحقة السفن الألمانية في الخفاء.  في الساعة 6:00 من صباح اليوم التالي، التقت بسمارك بالبارجة هوود والبارجة الجديدة برنس اوف ويلز.  ضاقت المسافة بين الاسطولين وسط جو بارد ملبد بالغيوم والضباب والسحب الكثيفة، حتى أصبحت المسافة 13 ميل بحرى، ثم قامت البارجة هود باطلاق دفعة من النيران من المدافع الاربعة الامامية مرة واحدة وكذلك فعلت البارجة برنس اوف ويلز ومرت لحظات ثم اطلقت بسمارك دفعات متتالية من الدانات نحو البارجتين البريطانيتين. اصابت طلقات بسمارك نصف اطقم المدافع على سطح هود واشعلت النيران فيها، وقرر القبطان هولاند الانسحاب بسرعة بعد ان تعطلت نصف مدافعه واعطى إشارة بذلك ولكن بسمارك اطلقت دفعة خامسة من الطلقات على هود خلال اربع دقائق فقط اخترقت الدانات هيكل هود وانفجرت داخلها في مخزن الذخيرة مما ادى اللى انفجار البارجة هود من الداخل واصبحت كتلة من الجحيم ثم انشطرت إلى نصفين واخذت في الغرق بسرعة.  كان هناك 3 ناجين فقط من طاقم هود من 1421 كانو على متنها. ثم ركزت السفن الألمانية نيرانها على البارجة برنس أوف ويلز، الذي أجبر على الانسحاب. بسمارك لم تخرج سالمة. حيث تلقت 3 طلقات في مؤخرة البارجة تحت مستوى خط الماء، اصابت اثنان منها خزان الوقود الخلفى مما أدى إلى تسرب الوقود -مما سهل على البريطانيين تعقبها- مع تدفق الماء من الفتحات الثلاث حتى ابتلعت بسمارك حوالى 2,000 طن كبير (2,000 t) من الماء قبل ان يستطيع الغواصون سد الثغرات بتجهيزات معدنية وكيميائية خاصة وانخفضت مؤخرة البارجة حوالى درجتين مما خفض سرعتها إلى 28 عقدة. 

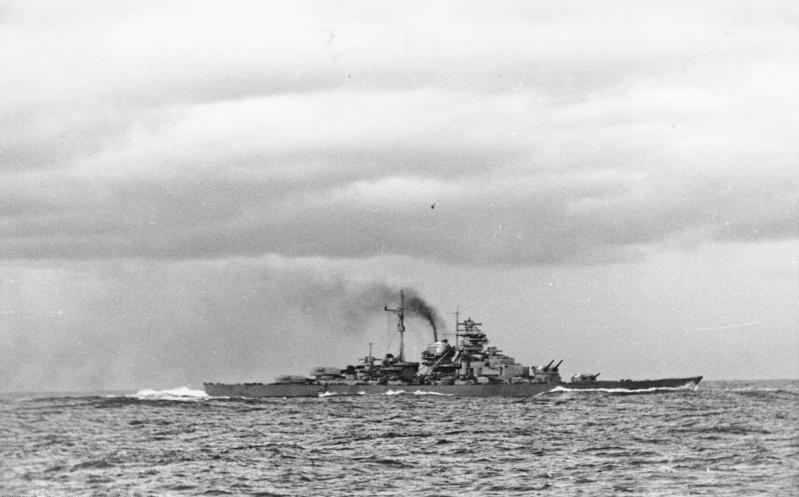
بسمارك بعد المعركة مع هود وبرنس أوف ويلز

بعد الانسحاب، انضمت البارجة برنس اوف ويلز إلى نورفولك وسوفولك. اشتبكت السفن مع بسمارك لفترة قصيرة في حوالي الساعة 18:00. ولم يسجل أي من الطرفين نجاحًا كبيرًا.  بحلول هذا الوقت، شاركت 19 سفينة حربية في عملية المطاردة.  وشمل ذلك ست سفن حربية وطرادات المعركة وحاملتين طائرات إلى جانب عدد من الطرادات والمدمرات.  بعد الاشتباك الثاني مع برنس أوف ويلز، فصل لوتجينز البارجة برينز يوجين لمواصلة مهامه وسط المحيط الاطلسي بينما أبحرت بسمارك إلى الميناء.  قبل منتصف ليلة 24 مايو بفترة وجيزة، ارسلت حاملة الطائرات فيكتوريوس 9 طائرات قاذفة للطوربيد من طراز فيري سوردفيش -وهى طائرات ذات جناحين ومحرك مروحى واحد- من السرب الجوي 825 لم تصب بسمارك الا بطوربيد واحد عيار 18 بوصة لم يكن له اى تأثير وعادت الطائرات بمعجزة بعد ان تعرضت لعاصفة من طلقات المدافع المضادة للطائرات من البارجة. على الرغم من عدم اصابة البسمارك بأي ضرر جسيم. لكن الصدمة من الانفجار بالإضافة إلى مناورة سمارك بسرعة عالية، أدت لضررت الإصلاحات المؤقتة التي أوقفت دخول الماء لسفينة من الهجوم الذي تعرضت له في وقت سابق. تم تخفيض سرعتها إلى 16 عقدة (30 كم/س؛ 18 ميل/س) لإبطاء دخول الماء في حين قامت فرق الإصلاح بمحاولة سد الثغرات. 
في وقت مبكر من يوم 25 مايو، قامت بسمارك بمناورة في دائرة واسعة، ونجحت المناورة بابعاد السفن البريطانية، التي ذهبت غربًا في محاولة للعثور على السفينة. على الرغم من المناورة، لم يكن الأميرال لوتجينس على علم بأنه هرب من البريطانيين، وبالتالي أرسل سلسلة من رسائل الراديو والتي تم اعتراضها من قبل البريطانيين وكانت تستخدم للحصول على معلومات حول موقفه وتحركاته.  بسبب الأضرار التي لحقت بسفينته، قرر لوتنز التوجه إلى فرنسا المحتلة بدلاً من مواصلة مهمته. في صباح يوم 26 أيار (مايو)، رصدت طائرة استطلاع من القيادة الساحلية كونسوليديتد بي بي واي كاتالينا من السرب 209 من سلاح الجو الملكي البريطاني بسمارك على بعد 690 ميل بحري (1,280 كـم؛ 790 ميل) إلى الشمال الغربي من بريست. كانت تبحر بسرعة ستوصلها لمنطقة تغطيه الطائرات البرية الألمانية وغواصات يو في غضون 24 عامًا ساعات. كانت القوات البريطانية الوحيدة القريبة بما يكفي لإبطائها هي القوة أتش، التي كانت وحداتها الرئيسية تضم حاملة الطائرات أتش ام أس آرك رويال وطراد المعركة أتش ام اس ريونيون والطراد اتش ام اس شيفلد. كانت هذه المجموعة القتالية تحت قيادة الأدميرال جيمس سومرفيل وتم تحويل مسارها شمالًا من جبل طارق.  وفي حوالي الساعة 20:30، أنطلقت خمسة عشر طائرة قاذفة طوربيد فيري سوردفيش من السرب 820 من على متن حاملة الطائرات آرك رويال لضرب بسمارك. ويعتقد أن ثلاثة طوربيدات ضربت السفينة. فشل أول طوربيدين بإلحاق أضرار جسيمة لسفينة، ولكن الطوربيد الثالث اصاب الدفة الثقيلة التي تزن 250 طنا من الصلب، وبدأت البارجة تدور في دائرة كبيرة عائدةً باتجاه مطارديها. لا يمكن إصلاحها واصبحت عاجزة عن تغيير مسارها أو القيام بأى مناورة. 
بعد ساعة من الهجوم الذي شنته طائرات فيري سوردفيش، أرسل لوتنز الإشارة التالية إلى قيادة المجموعة البحرية الغربية: «السفينة غير قادرة على المناورة. سنقاتل حتى آخر قذيفة. يعيش الفوهرر».  في الساعة 08:47 من صباح اليوم التالي، فتحت البارجة رودني النار، ولحقتها البارجة King George V.  ردت بسمارك بعد ذلك بثلاث دقائق، ولكن في تمام الساعة 09:02 دمرت قذيفة من عيار 16 بوصة من رودني الأبراج الأمامية.  وبعد نصف ساعة، صمتت الأبراج الخلفية لبسمارك أيضا.  في حوالي الساعة 10:15، توقفت كلتا البوارج البريطانية عن إطلاق النار. كان البريطانيون ييعانون من نقص في الوقود بشكل خطير، لكن بسمارك لم تغرق بعد. أطلق الطراد Dorsetshire عدة طوربيدات على السفينة المعطلة، وفي نفس وقت هجوم Dorsetshire تقريبًا، قام طاقم غرفة المحرك بتفجير مواد ناسفة في غرف المحركات. وفي الساعة العاشرة واربعين دقيقة صباح 27 مايو 1941 بدأت بسمارك بالغوص نحو الاعماق. لا يزال هناك جدل كبير بشأن السبب المباشر في غرق بسمارك. تم إنقاذ 110 رجال فقط من قبل البريطانيين قبل أن تجبرهم غواصات يو على على الانسحاب من مكان الحادث.  تم إنقاذ خمسة رجال آخرين بواسطة السفن الألمانية. 

### تيربيتز

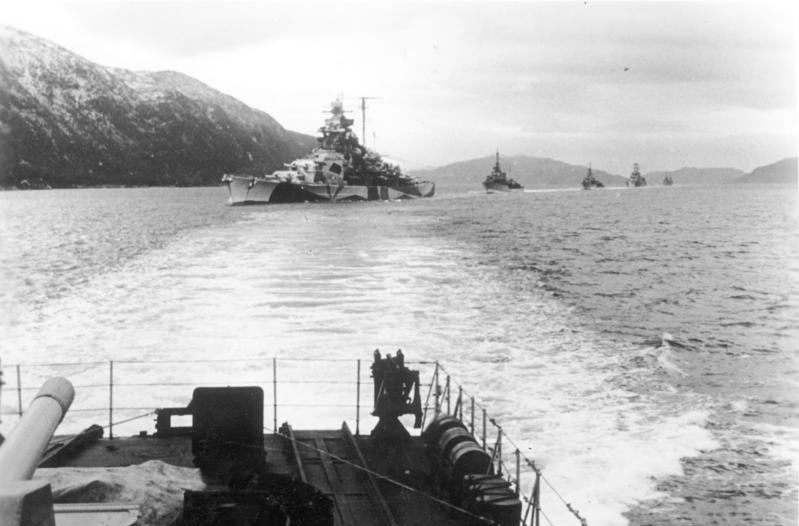
Tirpitz وعدة مدمرات قبالة الساحل النرويجي

كانت أول مهمة لتيربيتز بعد دخولها الخدمة في كريغسمرينه في 25 فبراير 1941 لتكون بمثابة رادع لاي محاولات سوفيتية ممكنة لخروج اسطول بحر البلطيق بعد الغزو الألماني للاتحاد السوفيتي. وانضم إلى السفينة الطراد الثقيل الأدميرال شير والطرادات الخفيفة لايبزيغ ونورنبرغ وكولن. قامت القوة بدوريات قبالة جزر أولاند لبضعة أيام قبل أن تعود إلى كيل.  في 14 يناير 1942، غادرت تيربيتز المياه الألمانية متجهة إلى النرويج، ووصلت في 17. 
في 6 مارس، شنت تيربيتز، برفقة ثلاثة مدمرات غارة على القوافل البريطانية المتجهة إلى الاتحاد السوفيتي.  حاول الألمان اعتراض القوافل PQ-12 و QP-8،  لكن الطقس العاصف منعهم من العثور على القوافل.  قام البريطانيون بتحديد موقع تيربيتز، وأطلقت حاملة الطائرات Victorious هجومًا على ب12 طائرة من قاذفات الطوربيد Fairey Albacore. تم صد الطائرة دون تسجيل أي إصابات على السفن الألمانية. كان تيربيتز والمدمرات في الميناء بحلول 12 مارس.  دفع هذا الهجوم هتلر إلى تفويض تيربيتز بغدم مهاجمة قافلة أخرى إلا إذا غرقت حاملة الطائرات المرافقة لها أو تم تعطيلها. 
خلال الشهرين القادمين، شن سلاح الجو الملكي البريطاني سلسلة من الغارات الجوية الفاشلة ضد تيربيتز بينما كانت راسية في فايتنفورد. الغارة الأولى نفذتها 34 قاذفة هاندلي بيج هاليفاكس في 31 مارس. تلاهما بعد شهر في 28 و 29 أبريل نفذ الهجوم الأول بواسطة 43 قاذفة هاليفاكس وأفرو لانكستر، والثانية ب34 قاذفة هاليفاكس ولانكستر.  تسببت المدافع المضادة للطائرات الألمانية الثقيلة وسوء الأحوال الجوية في فشل المهام الثلاث.  في أوائل عام 1942، واجهت القيادة الاستراتيجية البريطانية الأمريكية مشكلة خطيرة — لأجل استمرار الحرب في أوروبا وشمال أفريقيا، كان من الضروري إيصال مئات آلاف الأطنان من الأسلحة والتعزيزات عبر المحيط الأطلسي إلى المملكة المتحدة. شكلت الغواصات الألمانية خطر كبير، ولكن الخطر الأكبر كان البارجة تيربيتز. لعدة أسابيع. على مدار العام وحتى أواخر عام 1942، خضعت تيربيتز لعملية تجديد في Faettenfjord، التي كانت تفتقر إلى مرافق احواض السفن من أي نوع. نتيجة لذلك، تم العمل تدريجيا. تم بناء قيسون كبير للسماح باستبدال الدفات.  مؤرخو البحرية وليام جارزك وروبرت دولين تكلمو أن «إصلاح هذه السفينة كان أحد أصعب الأعمال الهندسية البحرية في الحرب العالمية الثانية.» 
في يناير 1943، خرجت تيربيتز من عملية الإصلاح المطولة، وبعد ذلك تم نقلها إلى لتنفجورد. شاركت في عمليات تدريب مكثفة مع شارنهورست والطراد الثقيل وتزو، والتي استمرت حتى منتصف العام.  في أوائل سبتمبر، قصفت تيربيتز وشارنهورست وعشرة مدمرات جزيرة سفالبارد، التي كانت بمثابة محطة بريطانية لتزود بالوقود. دمرت البارجتان أهدافهما وعادت بأمان إلى التنفجورد؛ كانت هذه هي المرة الأولى التي تطلق فيها تيربيتز مدافعها الرئيسية في غضب.  في 22-23 سبتمبر، هاجمت ست غواصات قزمبة بريطانية تيربيتز بينما كانت في المرسى. قامت اثنتان من الغواصات بزرع عبوات ناسفة بنجاح في بدن السفينة الحربية التي ألحقت أضرارًا جسيمة بها. وتم تم بنجاح تحييدها.  خلال الأشهر الستة المقبلة، نفذت قوة عاملة من حوالي 1000 رجل الإصلاحات اللازمة والتي تم الانتهاء منها بحلول مارس 1944. 

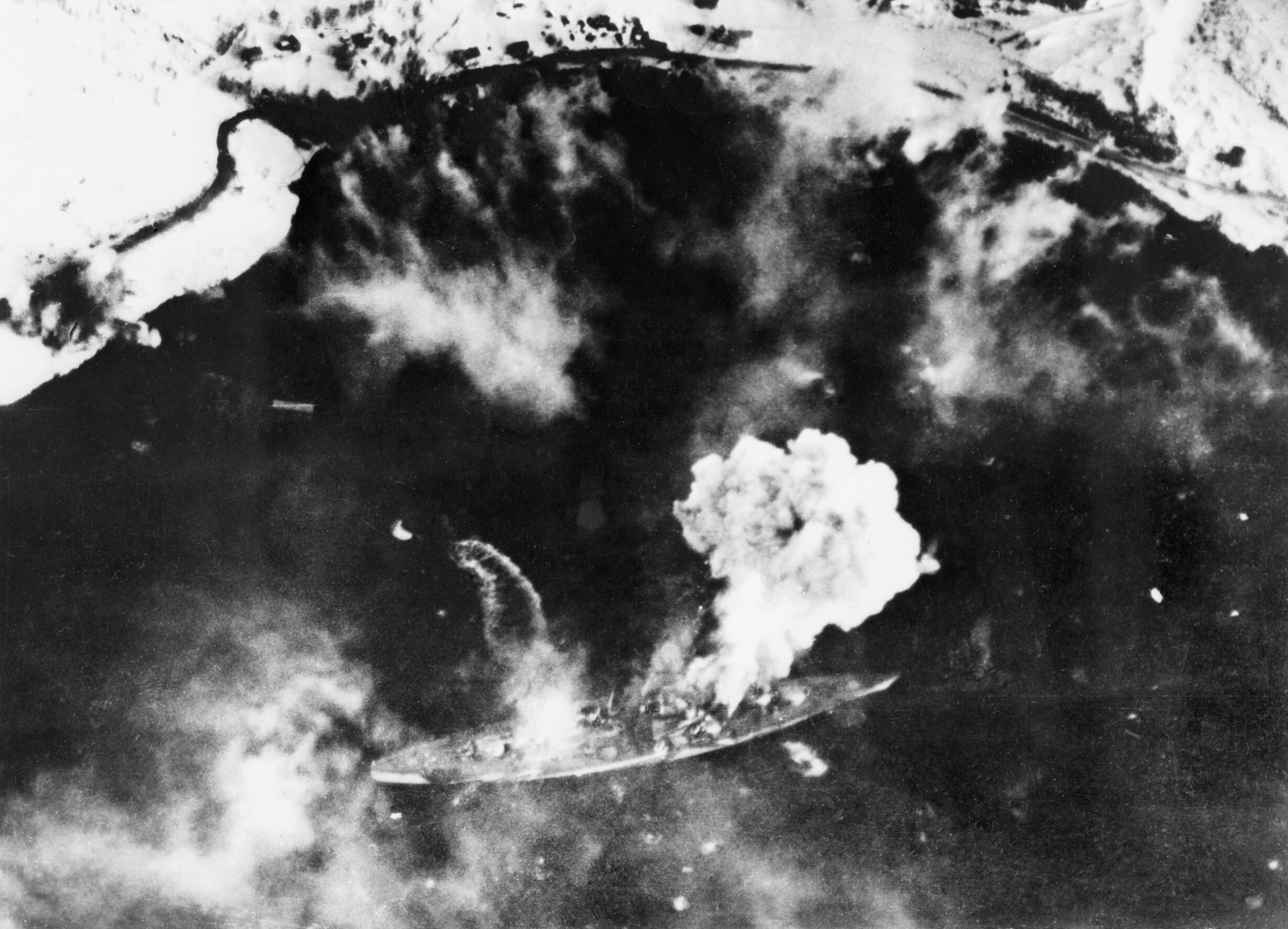
تيربيتز تتعرض لهجوم من قاذفات باراكودا في 3 أبريل

استأنف البريطانيون سلسلة الهجمات الجوية على الفور تقريبًا بعد الانتهاء من الإصلاحات. في 3 أبريل، أطلقت البحرية الملكية عملية تنغستن التي قامت خلالها 40 طائرة مقاتلة و40 قاذفة فيري باراكودا المنطلقة من ست حاملات طائرات لمهاجمة السفينة تيربيتز. حققت الغارة مفاجئة، لم تلاقِ الطائرات البريطانية إلا معارضة قليلا. أسقطت خمسة عشر قنبلة على السفينة الحربية، وهاجمتها الطائرات المقاتلة ملحقة بها خسائر فادحة على طواقم المدفعية. فقدت أربع طائرات البريطانية وتسعة طيارين خلال العملية. لم يكن الضرر الذي أحدثه الهجوم بكاف لإغراق أو تعطيل تيربيتز، ولكن سقط 122 من أعضاء طاقمها قتيلا وأصيب 316. قررت القوات البحرية الألمانية إصلاح السفينة الحربية، وتمت الأعمال بحلول منتصف يوليو. استمر البريطانيون في شن المزيد من الغارات ضد سفينة تيربيتز بين أبريل وأغسطس 1944 على أمل إطالة فترة بقائها خارج الخدمة
حاولت البحرية الملكية تكرار الهجوم بعد ثلاثة أسابيع من يوم 24، لكنها اضطرت إلى إيقاف العملية بسبب سوء الأحوال الجوية. عملية براون وهي هجوم آخر شنته الطائرات في 15 مايو، ولكن مرة أخرى تدخل الطقس. تمت التخطيط لضربة جوية أخرى في 28 مايو، ولكن تم إلغاؤها أيضًا بسبب سوء الأحوال الجوية. أُحبطت عملية ماسكوت التي كان من المقرر أن تجريها حاملات الطائرات فيكتوروس وIndefatigable في 17 يوليو بسبب الدخان الكثيف على السفينة الحربية. 
أطلقت البحرية الملكية سلسلة عمليات جودوود في أواخر أغسطس. وقعت أول عملية جودوود في 22 أغسطس بمشاركة 38 طائرة قاذفة و43 طائرة مقاتلة منطلقة من خمس حاملات طائرات. فشل المهاجمون في تسجيل أي إصابة لسفينة. تبع جودوود III بعد يومين، بمشاركة 48 قاذفة و 29 مقاتلة من طائرات Formidable, Furious, وIndefatigable. حقق المهاجمون إصابتين على متن السفينة والتي ألحقت أضرارًا طفيفة فقط. العملية البحرية الملكية الأخيرة، جودوود IV، تلتها في 29 أغسطس. وهاجمت أربعة وثلاثون طائرة قاذفة و 25 طائرة مقاتلًة، تم إطلاقهم من Formidable and Indefatigable لكن الضباب منعهم من تسجيل أي إصابات. 
أصبحت مهمة إغراق تيربيتز الآن تقع على عاتق سلاح الجو الملكي البريطاني، الذي قام بثلاث غارات جوية مسلحة بـ 5,400 كيلوغرام (11,900 رطل) من قنابل تولبوي الجديدة.  الهجوم الأول، عملية بارافان، وقعت في 15 سبتمبر، عندما أسقطت قوة من 27 طائرة لانكستر قنبلة تولبوي واحدة لكل طائرة؛ نجحت الطائرات في ضرب تيربيتز مباشرة في القوس بإحدى القنابل. لقد اخترقت القنبلة السفينة بالكامل وانفجرت مباشرة تحت العارضة. هذا تسبب بدخول 1,500 طن متري (1,500 طن كبير؛ 1,700 طن صغير) من المياه لإغراق السفينة؛ وهكذا تم تعطيل تيربيتز مرة أخرى.  وبعد شهر، في 15 أكتوبر ، تم نقل تيربيتز إلى جزيرة Håkøya قبالة ترومسو ليتم استخدامها كبطارية مدفعية عائمة. بعد أسبوعين، في 29 أكتوبر، أطلق البريطانيون عملية Obviate، التي كانت تتألف من 32 قاذفة لانكستر. لم يتم تحقيق سوى ضربة قريبة، على الرغم من أنها تسببت في دخول المزيد من المياه لتيربيتز . وقع الهجوم الأخير، عملية Catechism، في 12 نوفمبر. هاجم 32 طائرة لانكستر السفينة وسجلو زوج من الإصابات المباشرة. القنابل انفجرت واحدة في مخزن الذخيرة وتسببت في انقلاب السفينة. كانت الخسائر مرتفعة: قتل 1204 رجال في الهجوم. تمكن 806 رجال آخرين من الفرار من السفينة الغارقة، وتم إنقاذ 82 آخرين من الهيكل المنقلب.  تم تفكيك الحطام تدريجياً للخردة بين عامي 1948 و1957. 